# تجمع راس مناو (رماة)

تعديل مصدري - تعديل

تجمع راس مناو هي إحدى قرى عزلة رماة بمديرية رماة التابعة لمحافظة حضرموت، بلغ تعداد سكانها 50 نسمة حسب تعداد اليمن لعام 2004.